# Brycon pesu
Brycon pesu és una espècie de peix de la família dels caràcids i de l'ordre dels caraciformes.

## Morfologia
- Els mascles poden assolir 12 cm de llargària total.[5]

## Alimentació
Menja plantes i animals.

## Hàbitat
Viu en zones de clima tropical.

## Distribució geogràfica
Es troba a Sud-amèrica, a les conques dels rius Amazones i Orinoco, i rius de la Guaiana, Surinam i la Guaiana Francesa.

## Costums
És una espècie gregària.